# Vaga general europea de 2012

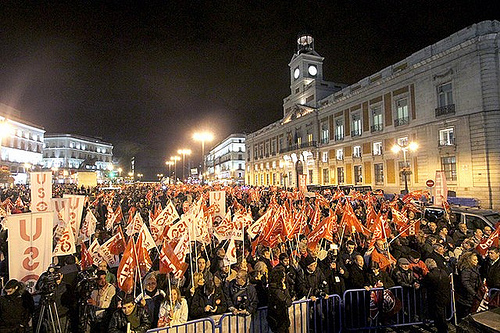
Manifestació a la Puerta del Sol, de Madrid

La vaga general europea de 2012, també definida com a ibèrica, va ser una vaga general convocada pel dimecres 14 de novembre de 2012 inicialment per diverses organitzacions sindicals espanyoles, a la qual es van sumar diversos sindicats i col·lectius europeus.
Per primera vegada en la història de la Unió Europea es va convocar simultàniament una jornada d'aturades en diferents estats amb una reivindicació comuna. Xipre, Malta, Portugal, Itàlia i Espanya van viure una jornada de vaga general que va ser recolzada amb mobilitzacions a França, Grècia i sectorials de Valònia.

## Context polític i social

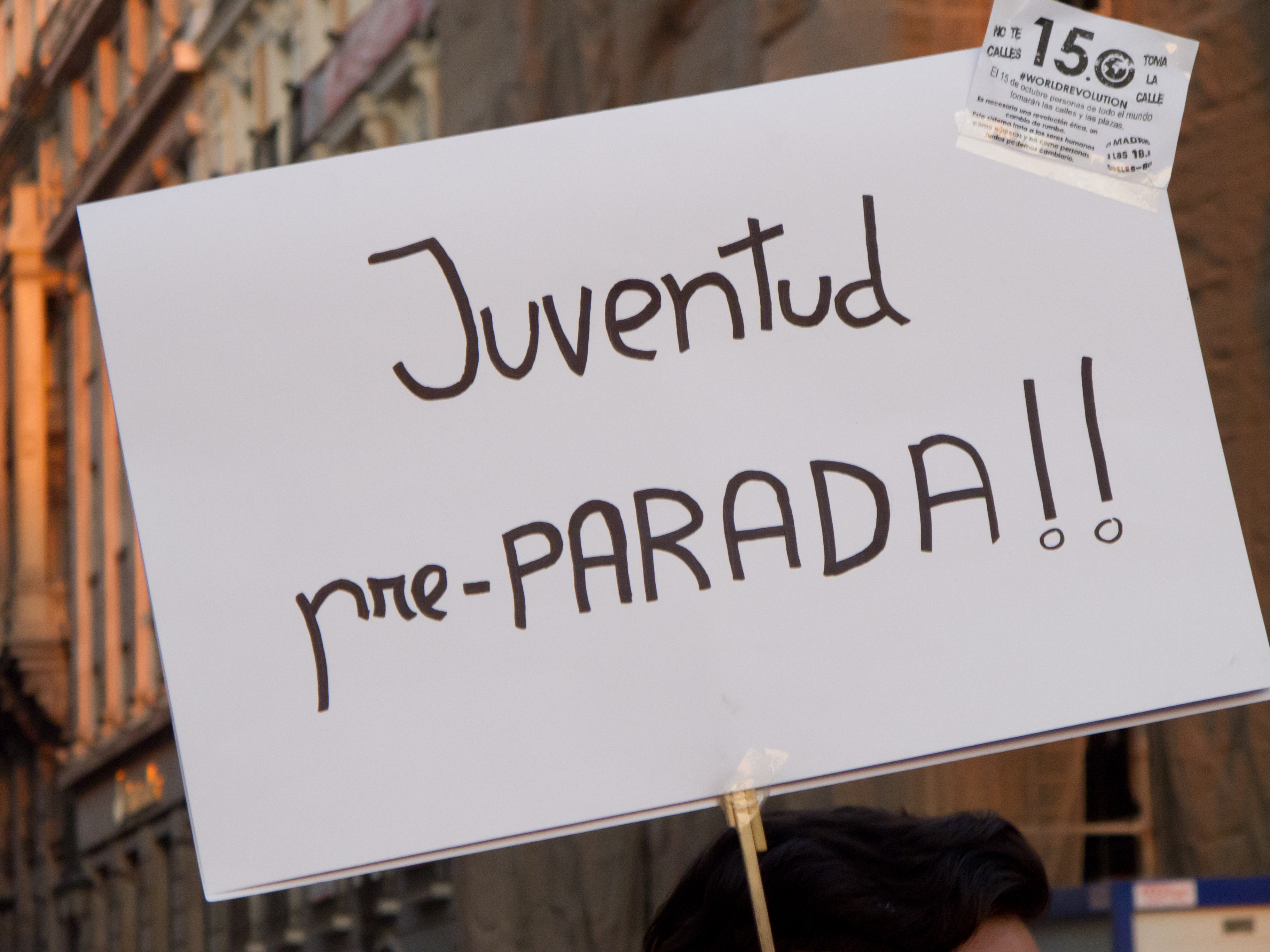
Pancarta contra l'atur juvenil en el marc de la mobilització global del 15 d'octubre de 2011. Espanya va tancar el 2012 amb una taxa d'atur del 26,02%

Les protestes del 14 de novembre van respondre directament a la crisi econòmica, que va provocar una sèrie de mesures d'austeritat per a la reducció del deute públic dels estats de la Unió Europea, així com el deteriorament econòmic davant el forat dels bancs i la borsa. La crisi va provocar un efecte dòmino que va portar a alguns països perifèrics d'Europa a demanar auxili econòmic per sanejar els seus comptes, entre els quals: Portugal, Grècia o Irlanda.

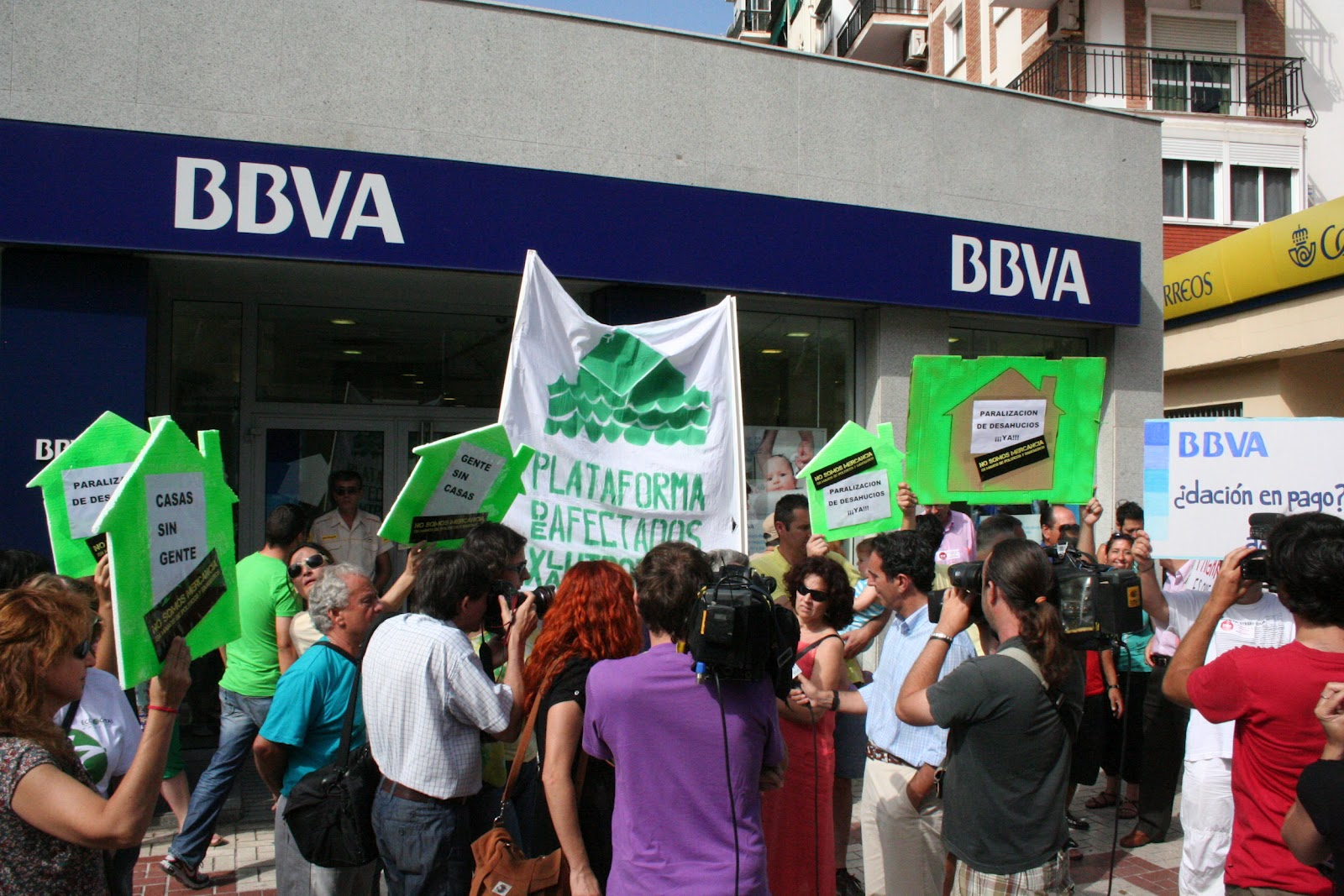
Protestess de la Plataforma d'Afectats per la Hipoteca davant d'una sucursal del BBVA reclamant la dació en pagament.

El malestar social va ser una conseqüència directa de les mesures d'austeritat. En el cas d'Espanya, el govern de Mariano Rajoy va donar llum verda a retallades en serveis públics, reducció dels salaris i augment de l'IVA, entre altres mesures, que van ser criticades des dels partits polítics de l'oposició i la ciutadania. Aquest clima social va motivar als sindicats a replantejar una altra vaga l'any 2012. L'anterior vaga general del 29 de març va tenir per principal objectiu la retirada de la Reforma laboral, argumentant que facilitava l'acomiadament de treballadors.
En el cas dels altres països europeus convocats a la vaga, la raó de les protestes era la demanda dels «drets perduts» amb aquestes mesures impulsades pels governs estatals i establertes per la Unió Europea per evitar els rescats financers als països amb més problemes econòmics. Cal destacar que la principal defensora de l'austeritat en la Unió Europea va ser la cancellera d'Alemanya Angela Merkel, a la qual alguns manifestants van acusar com a culpable de la situació.

## Justificació sindical

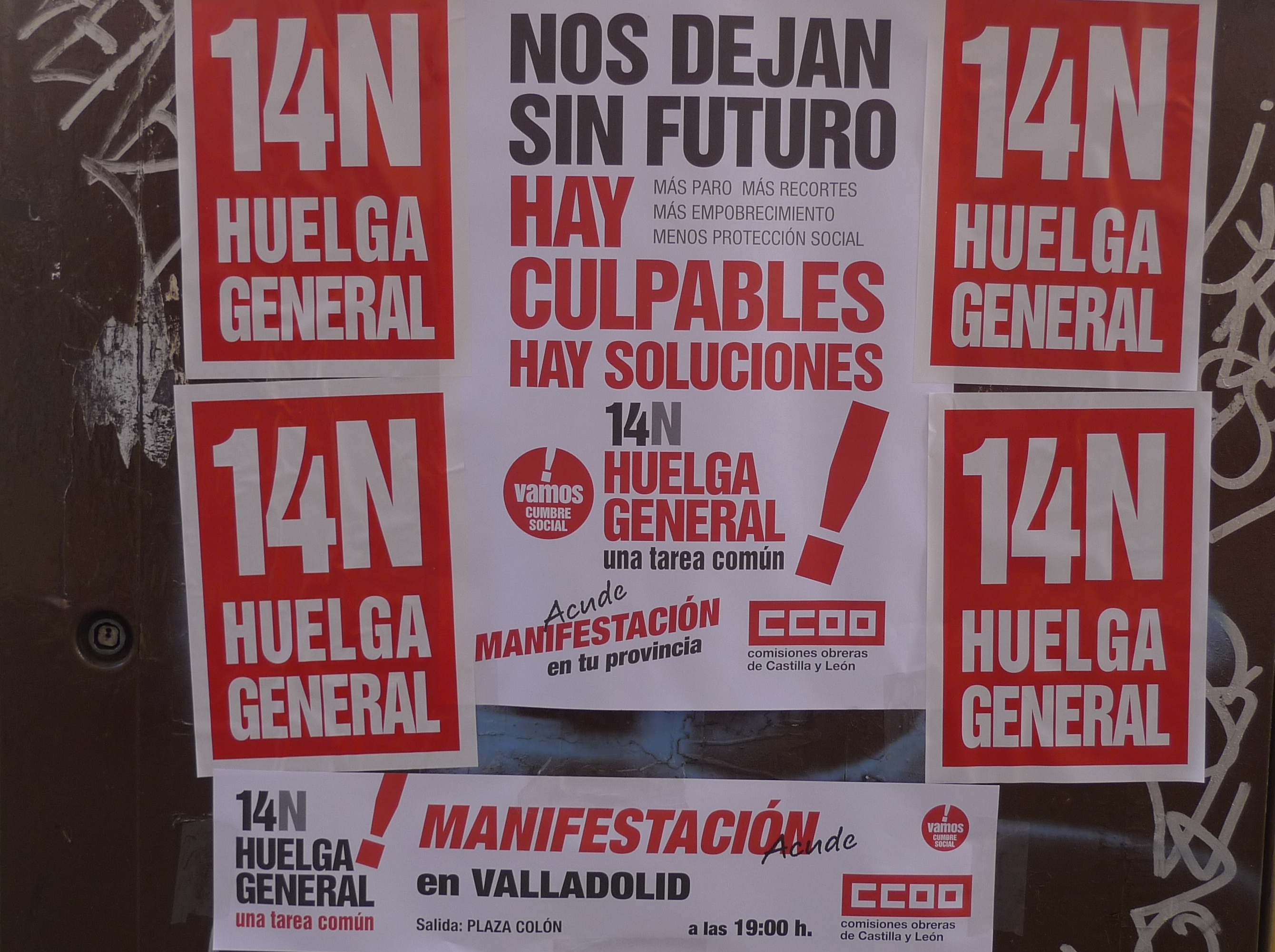
Cartells sindicals encoratjant la participació a la vaga general

Els sindicats espanyols van manifestar que la vaga general es realitzaria davant la «retallada de drets fonamentals», el «deteriorament de pensions, de sanitat i d'educació» i l'«intent d'aïllar el medi rural» i, en aquest sentit, van demanar «una onada de simpatia i de comprensió per part del conjunt de la població, de l'opinió pública», que s'uneixi a l'esforç dels assalariats que secundessin aquesta convocatòria.
El sindicat europeu va destacar en una nota que les mesures d'austeritat «han arrossegat Europa des l'estancament econòmic fins a la recessió». «El resultat d'aquestes polítiques ha estat el bloqueig del creixement i l'atur en continu augment», afirmava la nota. «Les retallades a salaris i la protecció social són atacs al model social europeu i agreugen les desigualtats i la injustícia social. És necessari un canvi de ruta», prosseguia.

## Vaga europea

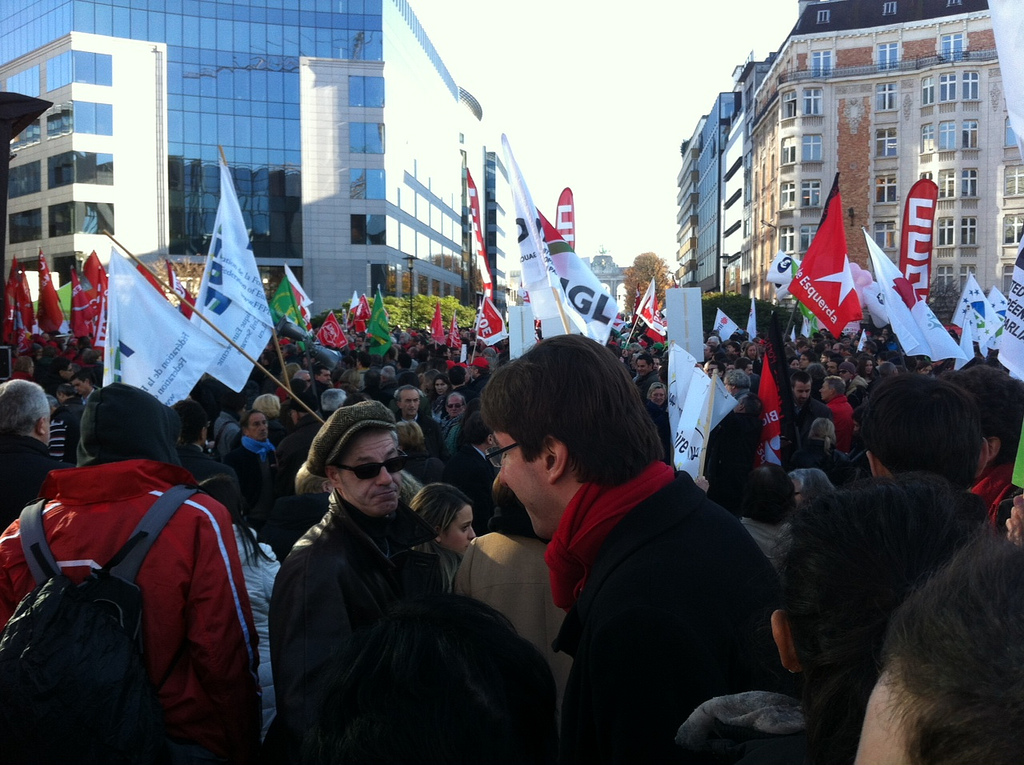
Manifestació del 14 de novembre a Brussel·les

La Confederació Europea de Sindicats (CES) es va reunir l'octubre de 2012 per estudiar un tipus de protesta contra els models d'austeritat i portar als sindicats de molts països a fer vaga o, simplement, a mobilitzar-se.
Aquesta vaga va tenir la particularitat de ser la primera vaga general ibèrica de la història; els sindicats d'Espanya i Portugal van convocar vaga a tota la península Ibèrica durant tot el dia. Per la seva banda, el principal sindicat italià, la Confederació General Italiana del Treball (CGIL), va anunciar la decisió de sumar-se, amb una aturada de quatre hores, a la vaga general convocada a Espanya i Portugal.
Les centrals gregues, la Confederació General de Treballadors Grecs i la Confederació dels Sindicats de Treballadors Públics, majoritàries al sector privat i públic respectivament, que ja havien convocat cinc vagues generals el 2012, també podrien haver-se unit a la crida de la CES pel 14 de novembre. També van fer vaga general a Xipre i a Malta.
El lema de la vaga a Espanya va ser «Ens deixen sense futur. Hi ha culpables. Hi ha solucions». A la pancarta que va encapçalar la manifestació a Madrid va figurar aquest lema tant en castellà com en anglès i en alemany. El lema anunciat per la Confederació General dels Treballadors Portuguesos va ser «Contra l'explotació i l'empobriment; canviar de política - per un Portugal amb futur» («Contra a exploração e o empobrecimento; mudar de política – por um Portugal com futuro»). La Confederació General Italiana del Treball va emprar el lema «Pel treball i la solidaritat, contra l'austeritat» («Per il lavoro e la solidarietà contro l'austerità») per a la vaga general de 4 hores.

## Repercussió espanyola

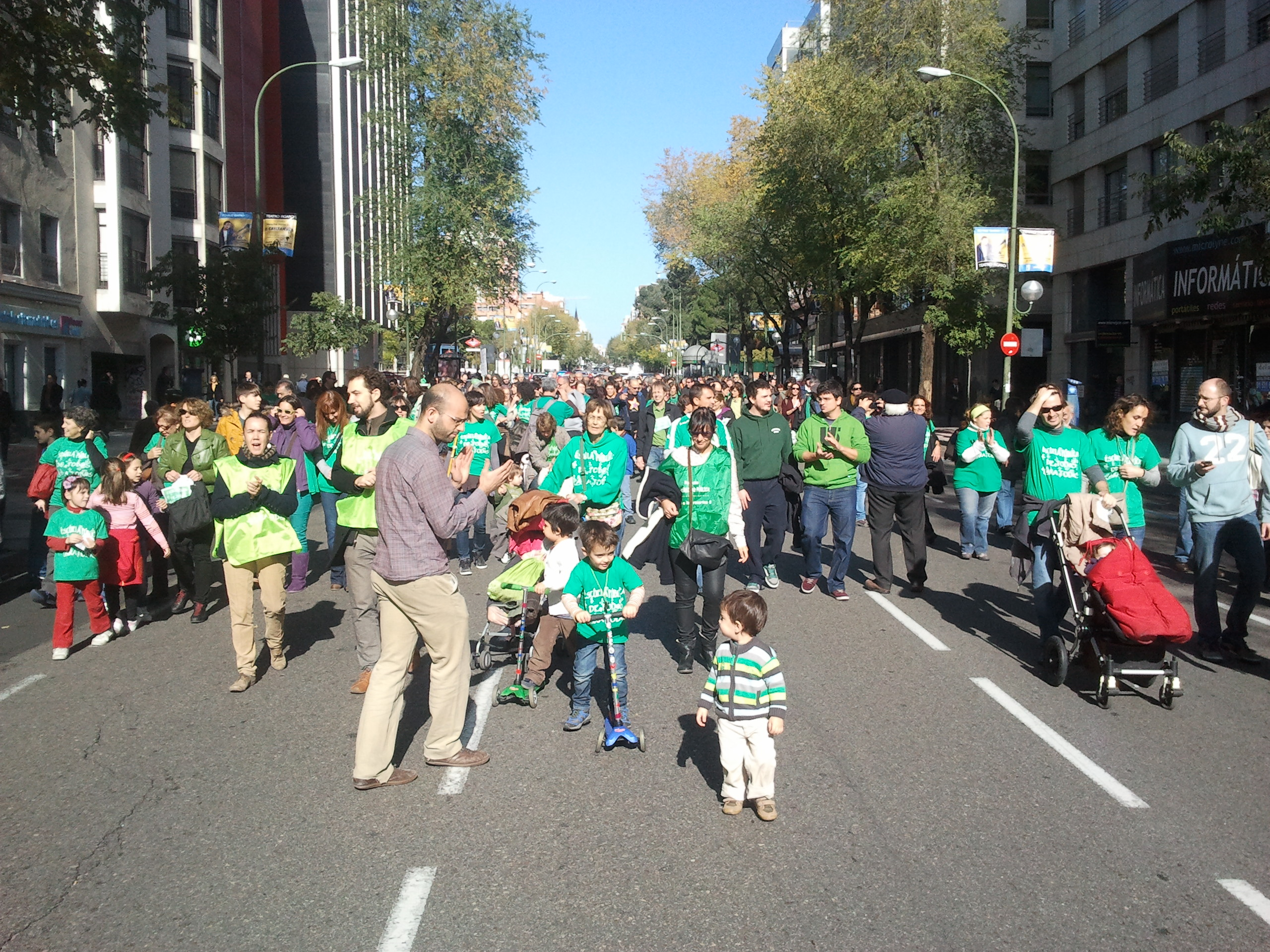
Piquets a favor de l'educació pública el dia de la vaga, al districte madrileny de Chamberí

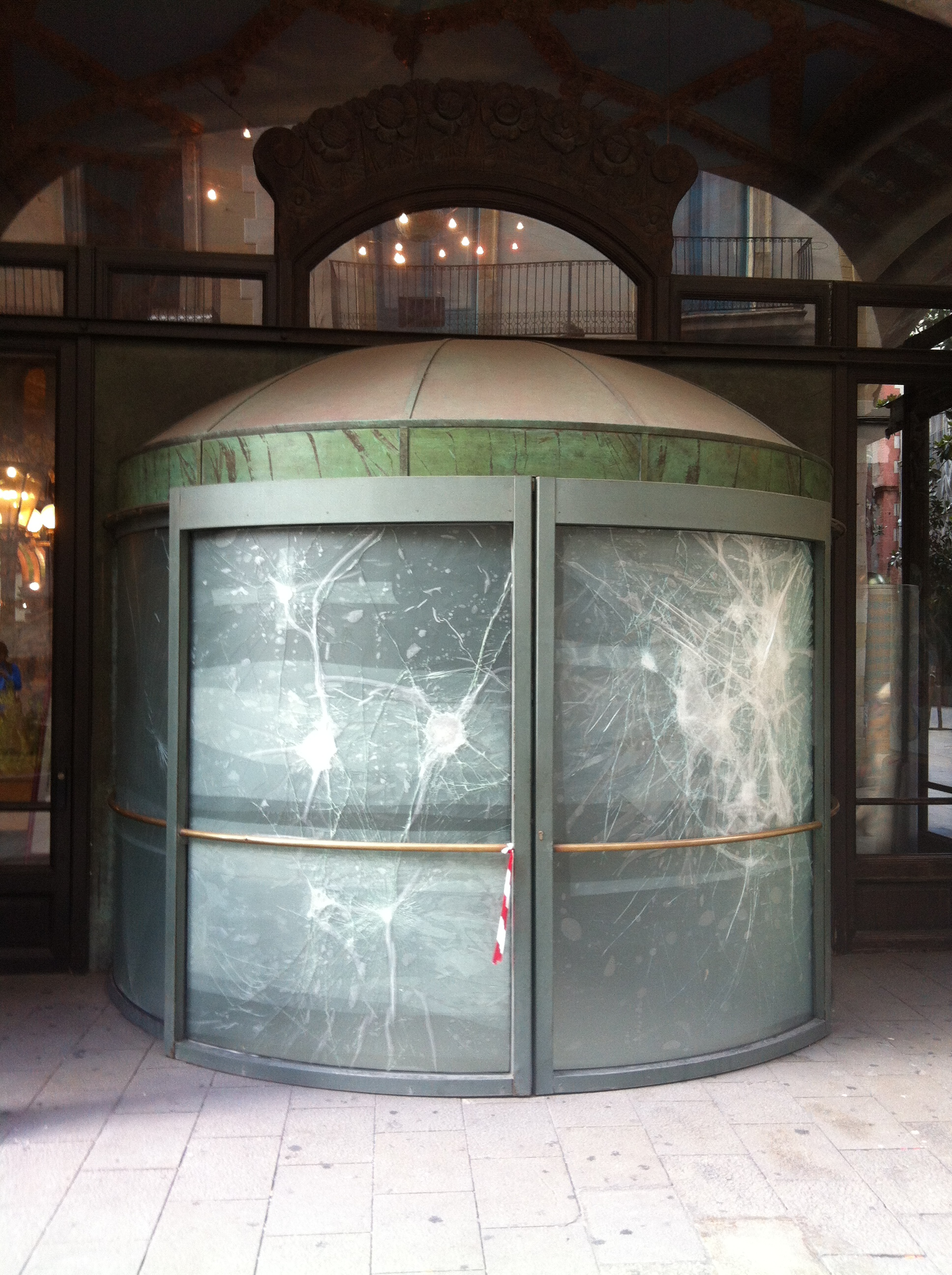
Vidres trencats del Palau de la Música Catalana arran dels incidents de la vaga

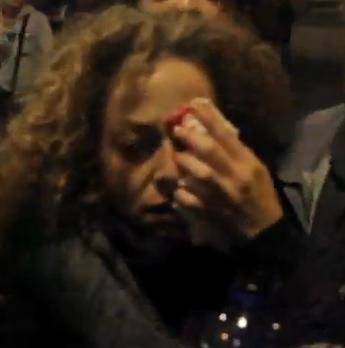
Ester Quintana, després de rebre l'impacte.

### Seguiment de la vaga
Els sindicats Unió General de Treballadors i Comissions Obreres van xifrar en 9.185.383 els treballadors espanyols cridats a la vaga que hi van participar, és a dir, el 76,7%. En comparació amb l'anterior vaga, el seguiment va ser, en termes absoluts, un 12,2% menys, si es té en compte que havia estat secundada per 10.465.139 treballadors. No obstant això, en xifres relatives el seguiment va ser molt similar (76,7% enfront del 77% de març).
Els sindicats van justificar la caiguda en termes absoluts pel descens de l'ocupació i l'augment del nombre de treballadors que van realitzar serveis mínims als 2,5 milions, prop d'un milió més que en la vaga anterior, ja que en aquesta ocasió es van pactar tots els serveis mínims.
Per la seva banda, la Confederació Espanyola d'Organitzacions Empresarials va xifrar el seguiment de la vaga en un màxim del 10%, arribant a ser nul en alguns sectors, si bé va considerar un èxit la manifestació de Madrid.

### Reaccions polítiques
El Partit Popular, partit del Govern d'Espanya i principal força política en escons del Congrés dels Diputats no va donar suport a la vaga i va argumentar que «no ajuda en res a Espanya ni a la seva imatge». Des del principal partit de l'oposició al govern, el PSOE, es va dir que «sobren raons a Espanya i a Europa per fer-la». La tercera força política en vots d'Espanya, Esquerra Unida, va donar suport a la vaga: «La vaga del 14 de novembre no és només una mobilització laboral sinó que és una jornada de lluita social i protesta ciutadana davant la misèria a la que ens està sotmetent el partit Popular». Des d'UPyD, quart partit espanyol en vots, es va respectar la decisió dels sindicats però no va donar suport a la convocatòria de la vaga i va afirmar que «no ajuda a fer front a la gravíssima situació econòmica d'Espanya».

### Consum elèctric
Segons les dades facilitades pel govern espanyol, passades les 19:00 hores, el consum d'electricitat va ser un 12,7% menor que el previst. Aquest descens va ser 3,6 punts inferior al registrat a la vaga de març de 2012. Segons les dades de Red Eléctrica de España, a les 18.30 hores el consum havia registrat una caiguda del 10,7% respecte a la previsió, enfront del 15,5% a la mateixa hora a la vaga de març de 2012.
Segons la metodologia utilitzada pel col·lectiu Economistas Frente a la Crisis per estimar la variació del consum d'electricitat imputable a l'activitat productiva durant la vaga respecte del qual té lloc qualsevol altre dia, la vaga va suposar un descens d'aquest consum de l'entorn del 60%.
Com ja va succeir en la vaga general espanyola de 2010, nombrosos usuaris de les xarxes socials van pujar fotografies denunciant l'encesa de ipfanals a plena llum del dia suposadament per manular la mesura del consum d'electricitat i així simular un seguiment de la vaga menor del real.

### Ferits i detinguts
El matí es van produir incidents amb els piquets i comerços que no van secundar la vaga. Barcelona, a última hora del vespre, va viure avalots entre manifestants i policies un cop finalitzada la manifestació alternativa al Pla de la Catedral. Les càrregues policials, que es van estendre pels carrers de la Ribera i bona part del centre de Barcelona, van causar desenes de ferits, entre els quals Ester Quintana, de 42 anys, que sosté que va perdre un ull per l'impacte d'una bala de goma llançada per part dels Mossos d'Esquadra.
A Espanya es van produir en diferents avalots 142 detencions i 74 ferits (43 d'ells, agents dels cossos i forces de seguretat) al llarg del dia de vaga. A Portugal, la Polícia de Segurança Pública va informar que es van produir set detencions per desobediència, així com 48 ferits entre manifestants i agents en el transcurs de la manifestació davant de l'Assemblea de la República Portuguesa.